# سري (نبات)
سُرَيّ أو سرو كاذب (الاسم العلمي: Chamaecyparis)، جنس أشجار من فصيلة السروية.أعطانها الأصلية في شرق آسيا (اليابان وتايوان) وإلى الأطراف الغربية والشرقية للولايات المتحدة.